# Señorío comunal
El señorío comunal, señorío banal, señorío jurisdiccional o señorío noble es, en la Edad Media en Europa, un territorio cuyo señor ejerce derechos de poder público: impartición de justicia, funciones de policía, mando militar (soberanía), etcétera.

## Los orígenes
Al final de la época carolingia aparece en el sureste de Francia el señorío comunal, cuyas tierras disminuyen progresivamente ante el poder central, aunque en la primera mitad del siglo XI quedan sometidas en parte a la autoridad del emperador y se convierten en tierras del Imperio. Estos territorios, sobre los cuales el señor no ejerce sino una autoridad teórica, escapan progresivamente a su control. Los únicos que conservaron restos de derechos condales y de soberanía (derecho a impartir justicia, reclutar un ejército, acuñar moneda, etc.) son los arzobispos de Lyon y Viena, y el obispo de Grenoble, pero ellos no pueden controlar una región tan extensa.
La aristocracia rural se aprovecha de ellos para apropiarse del poder, con el surgimiento de la dinastía de los Guidos de Albon, y los señoríos de Clermont, Bressieux, Villars, Beaujeu,  Chandieu, etc. Ellos se apresuran a construir fortificaciones de tierra y madera en medio de sus dominios, las cuales les permiten consolidar su poder y controlar las tierras circunvecinas con absoluta independencia, y suplir al poder central, que se desvanece.
Poco a poco se van erigiendo castellanías, y en los cartularios de la época se ve aparecer el mismo término: «castellanía». Este nuevo señorío, que empieza a ser llamado comunal o banal, viene a sobreponerse, sin suprimirlo, al señorío territorial, que confiere derechos de orden privado.

## Las banalidades
Es el conjunto de los monopolios económicos ejercidos por el señor en virtud de la soberanía y, sobre todo, los tributos pagados por el campesino por el uso obligatorio de máquinas como el horno o el molino del señor, la veda de la venta de vino (periodo durante el cual el señor tiene el monopolio de dicha venta), el acarreo (impuesto sobre el transporte de cereales), los derechos de peaje, y la talla, que es un impuesto pagado por los campesinos en el punto de origen para su protección. Era un impuesto muy impopular porque su importe se fijaba arbitrariamente y el señor podía aumentarlo varias veces al año.

## Etimología
Los términos «banalidad» y «señorío banal», como también se llama al señorío comunal, proceden del germánico ban, que designaba el derecho de los jefes germánicos de reunir a los miembros del clan y castigar los delitos.